# Carrhotus harringtoni
Carrhotus harringtoni is een spinnensoort uit de familie springspinnen (Salticidae). De soort komt voor in Madagaskar.